# Giovanni D'Innocenzo
Giovanni D'Innocenzo (3 dicembre 1973) è un ginnasta italiano.

## Biografia
Ai Giochi del Mediterraneo di Bari 1997 ottenne la medaglia d'oro nel concorso a squadre, assieme a Francesco Colombo, Jury Chechi, Sergio Luini e Bruno Malaspina, e quelle di bronzo nel volteggio, dietro all'egiziano Raouf Abdel Raouf e al francese Dimitri Karbanenko, e nella sbarra, alle spalle dello spagnolo Jesus Carballo e del francese Eric Casimiri.
Negli anni novanta del XX secolo divenne campione italiano nelle parallele e nel volteggio.

## Palmarès
- Giochi del Mediterraneo

Bari 1997: oro nel concorso a squadre; bronzo nella sbarra; bronzo nel volteggio;